# Sfax railway sport (basket-ball)
Pour les articles homonymes, voir Sfax railway sport.
Le Sfax railway sport (arabe : نادي سكك الحديد الصفاقسي) ou SRS est un club de basket-ball tunisien et le plus ancien club sportif de la ville de Sfax. L'équipe principale disparaît en 2016.

## Historique
Le club est fondé en 1920, sous le nom d'Université Club, par des élèves de l'école primaire supérieure de garçons réunis autour de Joseph Dattola, Albert Frati, Joseph Cohen et Joseph Khayat. En 1921, ils adoptent le nom de Sporting Club de Sfax puis, en 1925, la Compagnie des phosphates et des chemins de fer de Sfax-Gafsa parraine le club qui prend son appellation actuelle avec Paul Rio pour président.
L'équipe a notamment remporté la coupe de Tunisie en 1983, en battant Ezzahra Sports par 87 à 74, et disputé la finale en 1987 contre l'Étoile olympique La Goulette Kram (52-78). Depuis cette période, elle a quitté l'élite et ne l'a retrouvée que pour une seule saison en 2014-2015. C'est pourquoi ses meilleurs éléments ont rejoint d'autres équipes : Hamdi Braa (Étoile sportive du Sahel), Mokhtar Ghayaza (Étoile sportive de Radès) ou Khelil Gheribi (Club sportif des cheminots) ; les deux premiers font partie de l'effectif de l'équipe nationale qui a remporté le championnat arabe des nations en 2008, en battant la Jordanie.
Cependant, le club qui cède cette année-là son meilleur élément, Firas Lahiani qui en jouant au sein de l'Union sportive monastirienne a reçu le prix de meilleur basketteur de l'année à l'occasion de la finale de la coupe de Tunisie, réussit grâce à l'abnégation de toutes les parties à retrouver sa place parmi l'élite. Le président de section, Rachid Arous, et l'entraîneur, Younès Taktak, ont tous les deux fait partie, en tant que joueurs, de l'équipe victorieuse de la coupe. Toutefois, l'équipe éprouve beaucoup de difficultés et rétrograde en division nationale B puis, faute d'intérêt de la part du comité directeur, est dissoute au cours de la saison 2015-2016.

## Palmarès
| National |
| --- |
| - Coupe de Tunisie masculine (1) : - Vainqueur : 1983 - Finaliste : 1987 - Championnat de Tunisie masculin D2 (1) : - Vainqueur : 2014 |

## Entraîneurs
- 1951-1952 : Clément[Qui ?]
- 1958-1960 : Roger Louzon
- 2007-2009 : Rachid Arous
- 2009-2013 : Khaled Saddoud
- 2013-2016 : Younès Taktak

## Anciens joueurs
- Hamdi Braa
- Mokhtar Ghayaza
- Firas Lahyani
- Aymen Trabelsi